# Вілер (Нью-Йорк)
Вілер (англ. Wheeler) — місто (англ. town) в США, в окрузі Стубен штату Нью-Йорк. Населення — 1136 осіб (2020).

## Демографія
Згідно з переписом 2010 року, у місті мешкало 1260 осіб у 466 домогосподарствах у складі 344 родин. Було 691 помешкання
Расовий склад населення:
| - 96,1 % — білих - 1,7 % — чорних або афроамериканців - 0,3 % — азіатів |

До двох чи більше рас належало 1,1 %. Частка іспаномовних становила 0,8 % від усіх жителів.
За віковим діапазоном населення розподілялося таким чином: 26,6 % — особи молодші 18 років, 60,0 % — особи у віці 18—64 років, 13,4 % — особи у віці 65 років та старші. Медіана віку мешканця становила 40,5 року. На 100 осіб жіночої статі у місті припадало 106,9 чоловіків;  на 100 жінок у віці від 18 років та старших — 104,6 чоловіків також старших 18 років.
Середній дохід на одне домашнє господарство  становив 64 856 доларів США (медіана — 48 750), а середній дохід на одну сім'ю — 63 885 доларів (медіана — 52 266). Медіана доходів становила 37 000 доларів для чоловіків та 41 083 долари для жінок. За межею бідності перебувало 13,9 % осіб, у тому числі 14,2 % дітей у віці до 18 років та 16,4 % осіб у віці 65 років та старших.
Цивільне працевлаштоване населення становило 432 особи. Основні галузі зайнятості: освіта, охорона здоров'я та соціальна допомога — 27,1 %, будівництво — 13,9 %, науковці, спеціалісти, менеджери — 10,6 %, виробництво — 10,4 %.